# Parque Quase-Nacional Ishizuchi
O Parque Quase-Nacional Ishizuchi é um parque quase-nacional localizado nas prefeituras japonesas de Ehime e Kochi. Estabelecido em 1 de novembro de 1955, tem uma área de 10 683 hectares.